# Mark Stockwell
Mark Stockwell (Australia, 5 de julio de 1963) es un nadador australiano retirado especializado en pruebas de estilo libre, donde consiguió ser subcampeón olímpico en 1984 en los 100 metros.

## Carrera deportiva
En los Juegos Olímpicos de Los Ángeles 1984 ganó la medalla de plata en los 100 metros estilo libre, con un tiempo de 50.24 segundos, tras el estadounidense Rowdy Gaines y por delante del sueco Per Johansson; en cuando a las pruebas grupales, ganó la plata en los relevos de 4 x 100 metros libre, tras Estados Unidos y por delante de Suecia, y el bronce en los 4 x 100 metros estilos, tras Estados Unidos y Canadá (plata).